# Hypocometa
Hypocometa là một chi bướm đêm thuộc họ Geometridae.